# Gesamtbeschreibung der Kakteen
La Gesamtbeschreibung der Kakteen (abreujat Gesamtbeschr. Kakt.), és una obra publicada de 1897 a 1899 en 13 parts de Karl Moritz Schumann sobre la classificació dels cactus. En 832 pàgines es descriuen 21 gèneres amb 578 espècies de la família de les cactàcies.
Per primera vegada, els cactus es van dividir en tres subfamílies, una subdivisió que encara existeix. El 1903 es va publicar una addició.
L'obra de Schumann va ser la publicació del treball de quatre volums The Cactaceae (1919-1923), l'estatunidenc Nathaniel Lord Britton i Joseph Nelson Rose, la publicació més gran sobre els cactus coneguts.

## Història
Karl Moritz Schumann es va ocupar de les cactàcies el 1886 per primera vegada més intensament que Carl Friedrich Philipp von Martius va preparar la seva Flora Brasiliensis i va treballar en la part publicada de 1890 sobre els cactus brasilers. En l'edició de gener de la revista Monatsschrift für Kakteenkunde, Schumann va declarar que faltava una descripció general actual dels cactus i va demanar ajuda als membres de la Gesellschaft für Kakteenfreunde. Amb el suport del govern reial prussià, Schumann va emprendre un viatge pel nord d'Itàlia i França, durant el qual va visitar importants col·leccions de cactus. Aquests van incloure les col·leccions de Ludwig Winter a Bordighera, Thomas Hanbury a Ventimiglia, Robert Roland-Gosselins (1854-1925) a Colline de la Paix a Vilafranca de Mar, Pierre Rebuts a Chazay-d'Azergues a Lió, i el Jardí de les Plantes a París, que va estudiar sota la direcció de Frédéric Albert Constantin Weber.

## Treball
Gesamtbeschreibung der Kakteen (Monographia cactacearum) va aparèixer a partir de 1897 a l'editorial Julius Neumann a Neudamm. En contrast amb els plans originals, que van proporcionar deu lliuraments parcials, el treball complet consistia en 13 lliuraments. Els lliuraments es van fer cada dos mesos. El preu era de dos marcs per lliurament.
Pel mateix preu, l'editor oferia una tapa de cuir amb tela de lli. Gesamtbeschreibung der Kakteen estava composta per 832 pàgines, contenia 117 il·lustracions i es completava amb instruccions d'atenció de Karl Hirscht († 1925). La presentació és amb data de 15 de novembre de 1898.

### Contingut
Gesamtbeschreibung der Kakteen està estructurat de la següent manera:
- Introducció
- I. Part General
  - Característiques familiars de les cactàcies (Cactaceae), pàgs. 1-28.
- II. Part especial
  - Esquema dels cactus en gèneres pàgs. 29-31.
  - Índex d'autors pàgs. 32-45.
  - [Subfamílies, gèneres i espècies], pàgs. 46-766.
- L'atenció i reproducció dels cactus pàgs. 767-808.
- Registre complet de totes les espècies, varietats, sinònims i noms populars, pàgs. 809-832..

### Data i l'abast dels lliuraments
Les 13 entregues individuals es van realitzar en les següents dates:
| Lliurament | Pàgines | La data de lliurament  |
| ---------- | ------- | ---------------------- |
| 1          | 1-64    | Febrer de 1897         |
| 2          | 65-128  | 15 de maig de 1897     |
| 3          | 129-192 | 1 d'agost de 1897      |
| 4          | 193-256 | 20 d'octubre de 1897   |
| 5          | 257-320 | 1 de gener de 1898     |
| 6          | 321-384 | 25 de Febrer de 1898   |
| 7          | 385-448 | 15 d'abril de 1898     |
| 8          | 449-512 | 20 de juny de 1898     |
| 9          | 513-576 | 1 d'agost de 1898      |
| 10         | 577-640 | 1 d'octubre de 1898    |
| 11         | 641-704 | 1 de novembre de 1898  |
| 12         | 705-768 | 25 de novembre de 1898 |
| 13         | 769-832 | 15 de desembre de 1898 |

### Recepció
L'abril del 1897, el primer lliurament de l'obra de Schumann va ser discutit a la revista Gesellschaft für Kakteenfreunde. També es van publicar breus ressenyes periòdiques de Johann Andreas Kneuckers (1862-1946), publicada per la revista Zeitschrift Allgemeine botanische Zeitschrift für Systematik, Floristik, Pflanzengeographie.
Amb motiu de la desena reunió general anual de la Societat Alemanya de Cactus, el 14 de juny de 1903 apareixia un fort suplement de 172 pàgines per a la descripció completa dels cactus, així com una segona edició del mateix.

## La sistemàtica
Schumann va dividir els seus 21 gèneres amb 578 espècies de la família de les cactàcies d'una manera moderna per primera vegada en subfamílies i tribus. D'altra banda, la seva diferenciació a nivell de gènere es va basar en la sistematització de Joseph zu Salm-Reifferscheidt-Dyck del 1850. Les subfamílies de Schumann Cereoideae (ara Cactoideae), Opuntioideae i Pereskioideae són ara àmpliament reconegudes. La subfamília Cereoideae es va dividir en tres tribus.
La classificació de Schumann dels gèneres va ser així:
- Subfamília Cereoideae
  - Grup Echinocactae
    - Cereus
    - Pilocereus
    - Cephalocereus
    - Phyllocactus
    - Epiphyllum
    - Echinopsis
    - Echinocereus
    - Echinocactus
    - Melocactus
    - Leuchtenbergia

  - Grup Mamillarieae
    - Mammillaria
    - Pelecyphora
    - Ariocarpus

  - Grup Rhipsalideae
    - Pfeiffera
    - Hariota
    - Rhipsalis

- Subfamília Opuntioideae
  - Grup Opuntieae
    - Opuntia
    - Nopalea
    - Pterocactus

- Subfamília Peireskioideae
  - Grup Peireskieae
    - Maihuenia
    - Peireskia

## Publicacions
- La distribució de les Cactaceae amb relació a la seva sistemàtica detall. Königl. Acadèmia de Ciències de Berlín, 1899. - 118 Pàgines, 11 Mapes De Distribució
- En general descripció de les cactàcies. Suplements de 1898 a 1902. J. Neumann, Neudamm 1903 – 172 Pàgines
- Flor De Cactus (Icona Ographia Cactacearum). J. Neumann, Neudamm com de 1900 – el Butlletí de l'4 taulers
- Claus de la Monografia de Cactaceae. J. Neumann, Neudamm 1903 (engl. Traducció del clau en l'impuls de Charles Darrah), 68? Pàgines

## Evidència